# Paradossenus minimus
Paradossenus minimus är en spindelart som först beskrevs av Cândido Firmino de Mello-Leitão 1940.  
Paradossenus minimus ingår i släktet Paradossenus och familjen Trechaleidae. Inga underarter finns listade i Catalogue of Life.